# Francesco Vimercato
Francesco Vimercati, ou Vimercato, Franciscus Vicomercatus en latin, François de Vicomer en français ou François Vicomercato, est un érudit et philosophe péripatéticien milanais, premier lecteur royal de philosophie grecque et latine au Collège royal en 1542, né en 1512, et mort en 1571.

## Biographie
Il a été formé à la philosophie d'Aristote dans les universités de Bologne, Padoue et Pavie où il a été reçu docteur en philosophie. Averroes, commentateur arabe d'Aristote, avait alors une grande importante dans l'enseignement d'Aristote dans ces universités. Paolo Nicolleti (1372-1429), dit Paul de Venise, avait été enseigné l'averroïsme à l'université de Padoue. Il a enseigné la philosophie d'Aristote à Padoue, Paris et Turin. Il a commencé par écrire des commentaires sur le livre 3 du De Anima (De l'âme) d'Aristote en ne se limitant pas aux seuls commentateurs grecs mais aussi aux commentaires d'Averroes. Cette étude du commentaire d'Averroes lui a permis de montrer qu'ils ont été gênés par des transmissions ou des traductions erronées,. Il a été rangé parmi les philosophes averroïstes pour avoir défendu un temps la thèse de l'unicité de l'intellect. Il a été un des premiers commentateurs modernes du livre IV des Météorologiques d'Aristote. Il a été aussi critique des explications d'Aristote sur certains phénomènes météorologiques, préférant celles de Lucrèce. Il a été le meilleur représentant du rationalisme padouan.
Il est venu en France où il enseigne la dialectique au collège du Plessis vers 1540. Mais on lui a fait savoir qu'il ne pourrait continuer à enseigner librement que s'il était membre de l'université de Paris. Il devait être inscrit dans le catalogue de ses maistres ès Arts. Il s'est alors présenté à une des assemblées tenue le 23 août 1540 et a demandé à être est reçu en qualité de fils adoptif du collège où il enseignait. Après avoir examiné ses titres d'une université connue, il a été adopté par la Nation France de la Faculté des Arts de l'université de Paris. Il est dit aussi médecin de la reine Éléonore de Habsbourg.
Un acte notarié du 25 juin 1541 indique qu'il est maître ès Arts de l'université de Paris, régent et professeur au collège du Plessis et doit terminer son cours pendant un an et 9 mois. Un autre acte du 5 mai 1542 le cite comme maître et principal du collège des Lombards.
Il a fait carrière à la Cour de France. Il est le premier lecteur royal de philosophie grecque et latine nommé au Collège royal, en 1542, par François Ier. D'après Guillaume Du Val, cette chaire est instituée « pour lire & enseigner publiquement la philosophie grecque & latine, & traiter exactement les sciences, comme la métaphysique, ou théologie naturelle ; la physique, sous laquelle sont comprises l'astrologie ou la Sphère, à cause des livres De Cælo ; la phytologie, à cause des plantes ; l'anatomie, & l'anthropologie, à cause des livres De anima, & du corps organique ; aussi pour traiter l'éthique, ou philosophie morale, la monastique, l'œconomique & la politique ; & devant toutes, l'organe de logique, ou dialectique, qui apprend à savoir par ordre & méthode, en définissant, divisant, & raisonnant ».
Il s'est opposé à Pierre de La Ramée en 1543 qui avait écrit contre la logique d'Aristote.
Marguerite de France, duchesse de Berry, s'étant marié avec le duc de Savoie Emmanuel-Philibert de Savoie en 1559, elle l'a fait venir pour enseigner à l'université de Turin en 1561.
Il a été professeur de Ludovico Settala.

## Publications
- Commentarii in tertium librum Aristotelis de anima, De anima rationali, peripatetica disceptatio, Paris, Christiani Vecheli, 1543 (lire en ligne)
- In libros Aristotelis de naturali auscultatione commentarii, cum conversione, Paris, 1550
- In eam partem duodecimi libri metaphysices Aristotelis, in qua de deo & caeteris mentibus divinis disseritur, commentarii, Paris, 1551
- In octo libros Aristotelis de naturali auscultatione commentarii nunc denuo recogniti et eorumdem librorum e graeco in latinum per eundem conversio, 1550
- Commentarii in IV libros Meteorologicorum, Paris, 1556
- In octo libros Aristotelis de naturali auscultatione commentarii nunc denuo recogniti et eorumdem librorum e graeco in latinum per eundem conversio, Venise, 1568 (lire en ligne)
- Commentarii in tertium librum Aristotelis de anima : Eiusdem de anima rationali peripatetica disceptatio, Venise, Hieronymi Scoti, 1574
- De principiis rerum naturalium libri III, Venise, 1596 (lire en ligne)

### Biographie
- (fr) François Vicomercat, dans Guillaume Du Val, Le Collège royal de France, ov Institvtion, establissement et catalogue dés lecteurs et professeurs ordinaires du roy, fondez à Paris par le grand roy François I père des lettres et autres roys ses successeurs jusques à Louys XIV, chez Mace Bovillette, Paris, 1644, p. 48-49 (lire en ligne)
- (la) Francescus Vico-Mercatus, dans César Egasse Du Boulay, Historia universitatis Parisiensis, par Iacobum de Laize de Bresche et Petrum de Bresche, Paris, 1673, tome 6, 1500-1600, p. 934 (lire en ligne)
- (fr) François Vicomercato, dans abbé Claude-Pierre Goujet, Mémoire historique & littéraire sur le Collége royal De France, chez Augustin-Martin Lottin, Paris, 1758, tome 2, p. 187-199 (lire en ligne)
- (it) Storia di Francesco Vimercati, dans Giovanni Alessandro Brambilla, Storia delle Scoperte fisico-medico-anatomici-chirurgiche fatte dagli uomini illustri italiani, tome 2, Secolo XVI, partie 1, Scuola Longobarda: Pavesi, Milanesi, Piemontesi, Genovesi, Piacentini , p. 6-8 (lire en ligne)
- (en) Neal W. Gilbert, « Francesco Vimercato of Milan : a Bio-Biography », Studies in the Renaissance, no 12,‎ 1965, p. 479-481
- (en) Stefano Perfetti, Aristotle's Zoology and Its Renaissance Commentators, 1521-1601, p. 137-154 (aperçu)